# Churchill War Rooms
O Churchill War Rooms em Londres é um museu e um dos cinco ramos do Imperial War Museum, compreende o Cabinet War Rooms, um complexo subterrâneo histórico que abrigou um centro de comando do governo britânico durante a Segunda Guerra Mundial, e o Churchill Museum, um museu biográfico que explora a vida do estadista britânico Winston Churchill.